# Beast Mode
Beast Mode è un mixtape del rapper statunitense Future, pubblicato il 15 gennaio 2015.

## Antefatti
Beast Mode è stato pubblicato esattamente due mesi dopo Monster, sei mesi dopo il suo secondo album in studio Honest e due giorni dopo la pubblicazione di I Bet di Ciara (suo primo brano dopo la rottura con Future). Il producer Zaytoven ha rilasciato in un'intervista le seguenti dichiarazioni riguardanti la produzione del mixtape: «Il lavoro è stato fatto in due o tre giorni. Il resto è stato solo scegliere il disco che volevamo usare. Se qualcun altro venisse a trovarci e ci vedesse lavorare, rimarrebbe a bocca aperta [...] Potremmo aver fatto 40 canzoni mentre stavamo mettendo insieme questo nastro. Siamo noi che facciamo canzoni back-to-back. Io faccio un beat, lui lo rappa... E lo rifacciamo da capo. Potremmo fare 10 canzoni al giorno».
All'interno del brano Kno The Meaning, incluso nella riedizione digitale di DS2, Future ha elaborato l'impulso dietro il progetto e la sua origine nella prigionia di 56 giorni di DJ Esco a Dubai: «La gente non capiva nemmeno che il mio hard disk su cui avevo registrato tutta la mia musica per due anni di fila era lo stesso hard disk che Esco aveva e con cui era stato incarcerato, così ho dovuto registrare nuova musica. È stato allora che ho fatto Beast Mode». DJ Esco è tornato negli Stati Uniti due giorni prima dell'uscita di Beast Mode.

## Accoglienza
| Recensione | Giudizio     |
| ---------- | ------------ |
| Metacritic | 81/100       |
| PopMatters | 8/10         |
| Pitchfork  | 7.7/10       |
| Fact       | (favorevole) |

Al momento dell'uscita, Beast Mode è stato accolto con successo dalla critica. Su Metacritic, il mixtape ha ricevuto un punteggio medio di 81 su 100 basato su quattro recensioni, indicando "un plauso universale".
David Amidon di PopMatters ha scritto: «Non solo il nastro soddisfa costantemente, ma con nove tracce e meno di mezz'ora fa ciò che quasi tutti gli album hip-hop veramente fantastici fanno: rende note le proprie ragioni e se ne va». Craig Jenkins di Pitchfork ha elogiato la produzione e i testi del mixtape, scrivendo: «Sebbene lo ammetta solo tacitamente, [Future] è ferito, e i suoni pesanti di Beast Mode lo aiutano a superare la situazione, proprio come la minaccia di Monster lo ha aiutato a trasformare il dispetto in carburante». Claire Lobenfeld di Fact ha scritto: «La capacità di Zaytoven di far emergere alcune delle voci più feroci dei migliori di Atlanta è messa in luce qui. Future ha trovato il suo focus in Beast Mode - e non solo per la sua brevità. Il progetto è un promemoria del fatto che Zaytoven ha un controllo abile sugli avori e sugli scintillii fritti del sud».

## Tracce
1. Oooooh (feat. Young Scooter) – 3:09
2. Lay Up – 2:47
3. Aintchu (feat. Juvenile) – 2:48
4. No Basic – 3:06
5. Peacoat – 3:01
6. Just Like Bruddas – 3:51
7. Where I Came From – 2:40
8. Real Sisters – 2:54
9. Forever Eva – 3:39